# Корчульская десантная операция

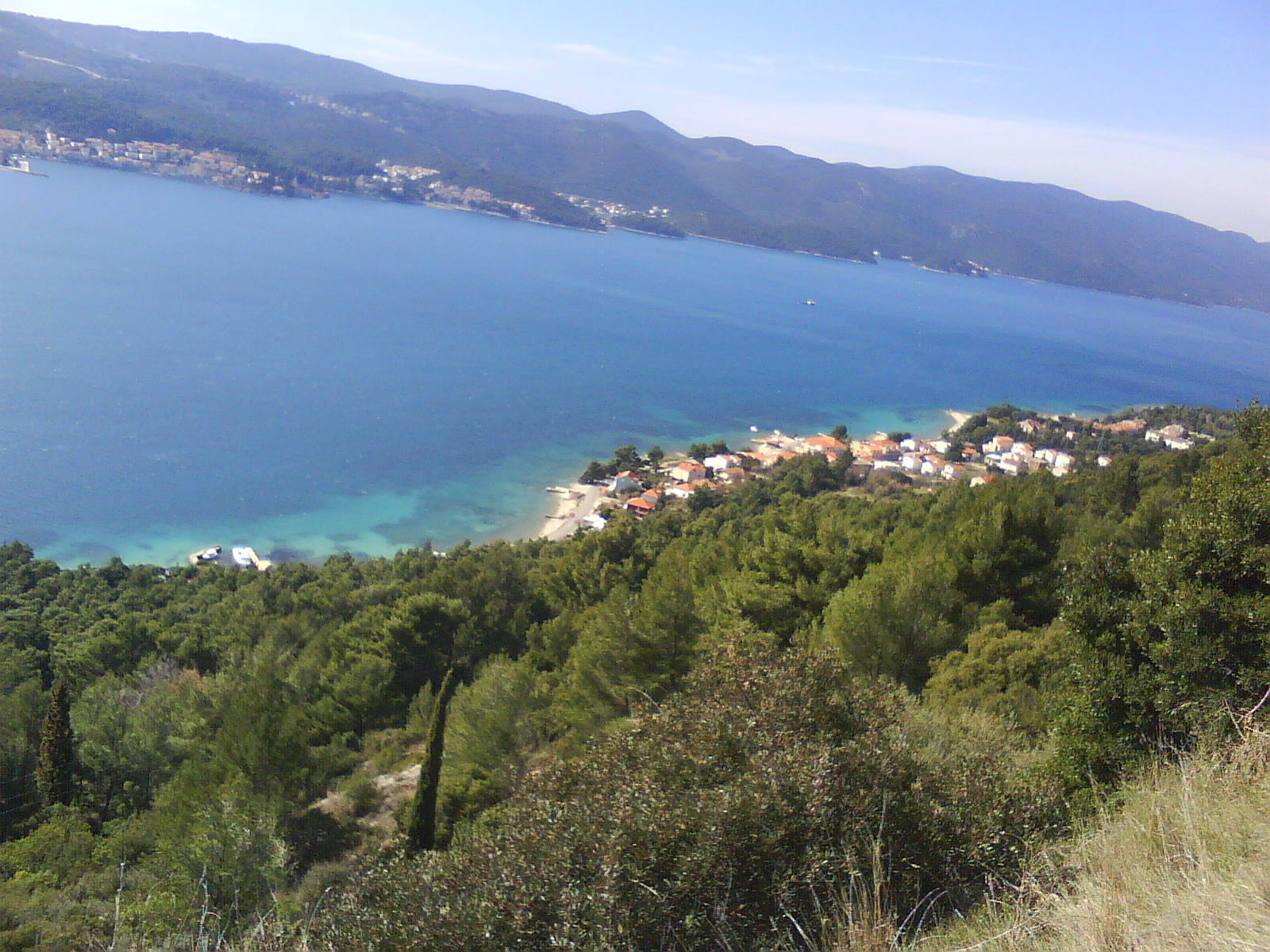
Остров Корчула

Корчульская десантная операция (серб. Корчуланска десантна операција) или Десант 26-й Далматинской дивизии НОАЮ на Корчулу (серб. Десант 26. далматинске дивизије НОВЈ на Корчулу) — морская десантная операция войск Народно-освободительной армии Югославии, состоявшаяся с 22 по 24 апреля 1944 на хорватском острове Корчула. В десанте участвовали 1800 солдат 26-й Далматинской дивизии, которым противостоял гарнизон из 1600 человек — военнослужащих 118-й егерской дивизии.
Высадка с моря завершилась полной победой партизанских сил и окончательным освобождением острова: помимо большого количества трофейного вооружения, югославы захватили в плен несколько сот немецких военнослужащих, которые потом были демонстративно проведены по улицам нескольких городов Югославии. Операция позволила задержать 2-ю танковую армию, которая пыталась заблокировать пути к югославским островам Адриатического моря. Помимо всего прочего, эта победа стала реваншем за недавнее наступление немцев в рамках операции «Хербстгевиттер»; также этот морской десант стал первым в истории армии Югославии.

## План атаки
Согласно плану командования дивизии, атака начиналась в ночь с 22 на 23 апреля: две группы югославских партизан должны были под прикрытием темноты перебраться с острова Вис на Корчулу и укрепиться в северной и южной части острова соответственно. Чтобы уничтожить локальные огневые точки противника, обеим группам давалось задание преодолеть сопротивление противника и занять местечко Блато, чтобы получить возможность обстреливать любую точку острова. Для завершения операции необходимо было нанести координированный удар по главному штабу войск противника и разрушить вражескую базу, после чего вернуться обратно на Вис.
Для того, чтобы гарантировать успех операции, командир 26-й дивизии, полковник Божо Божович 21 апреля силами трёх батальонов атаковал немецкий отряд численностью 200 человек близ Млета, чем вынудил немецкое командование перебросить стратегические резервы 118-й дивизии в Млет и отвлечь своё внимание от Корчулы. Это значительно облегчило задачу партизанам.

## Силы сторон
В состав гарнизона острова входили всего 1600 военнослужащих 118-й егерской дивизии вермахта, а именно: 1-й и 2-й батальон 750-го полка и две батареи 668-го артиллерийского дивизиона. Против них было выставлено 1800 человек 26-й Далматинской дивизии НОАЮ. В частности, в атаку были отправлены 1-я Далматинская пролетарская ударная бригада (за исключением одного батальона), два батальона 11-й Далматинской бригады, два батальона и рота миномётчиков 12-й Далматинской бригады. Артиллерийскую поддержку дополнительно обеспечивали батарея горных орудий калибром 75 мм (шесть батальонов), а также миномётные батарея и две роты. Северной группой войск командовал руководитель 11-й бригады Борко Арсенич, южной группой войск руководил командир 1-й Далматинской бригады Богдан Ступар. Штаб 4-го Приморского берегового сектора отправил в помощь партизанам шесть моторных лодок, восемь шлюпок и одно санитарное судно. Для прикрытия конвоя использовались два вооружённых корабля NB-3 и NB-4. Командиром этой импровизированной флотилии был капитан Йоже Врточник.

## Ход операции
В ночь с 20 на 21 апреля в рамках подготовки к операции 11-я Далматинская и 1-я Далматинская бригады отправили три батальона (два из 11-й и один из 1-й) из Ластово в Млет, где нанесли отвлекающий удар. Атаке подвергся немецкий отряд в составе 200 человек. На следующую ночь из Пелешца во Млет было отправлено подкрепление, что отвлекло внимание немцев от Корчулы. Тем временем главная партизанская оперативная группа перебиралась с Виса на Корчулу. Все войска переправились уже к 5 часам утра 22 апреля. В составе южной группы были 1-й и 4-й батальоны 1-й Далматинской бригады, два батальона из 11-й бригады, батарея горных орудий (всего четыре батальона). В составе северной группы были 12-я Далматинская бригада (без двух батальонов) и 4-й батальон 1-й Далматинской бригады (итого три батальона).
Планировалось, что битва начнётся в 6:30, однако из-за задержки некоторых отрядов, сражение началось только в 8:00. Под прикрытием тумана югославские партизаны подошли довольно близко к немцам и открыли огонь на поражение. Уже после первой атаки была преодолена первая линия обороны. За день югославы взяли местечко Блато, которое было стратегически важным на острове, не добравшись только до высоты 181. Также партизанами была захвачена батарея противника, а также подавлено сопротивление в Вела-Луке. В 23:00 началась скоординированная атака обеих групп партизанских войск: враг отступал на восток.
Вместе с тем немцы оказывали упорное сопротивление, защищаясь в бункерах, заманивая партизан на минные поля и безостановочно стреляя из пулемётов и артиллерийских орудий. Особенно жёсткие бои разгорелись около гор Святого Вито и Божьей Матери. Немцы долго удерживали эти вершины, ожидая прибытия подкрепления с часу на час. Однако в 11:00 утра югославы нанесли решающий удар и при поддержке артиллерии разгромили противника. В 16:00 командование немецкого гарнизона объявило о капитуляции.

## Результаты
Победа югославских партизан позволила окончательно освободить острова в Адриатическом море от немецких захватчиков. Благодарность маршалу Тито за победу над немецкими войсками выразил генерал Генри Мэйтленд Уилсон, отправив депешу 28 апреля 1944.
В результате боёв партизаны захватили четыре гаубицы калибром 75-мм, четыре противотанковых орудия, 10 тяжёлых пулемётов, 26 пулемётов-«шарацей» MG 42, пять миномётов калибром 81 мм, пять лёгких орудий и огромное количество пехотного оружия. Помимо этого, они разгромили полностью группировку у Млета. В бою было уничтожено 297 солдат и офицеров противника, ранено 439. Довольно много немцев попало в плен, и их демонстративно проводили по улицам нескольких освобождённых городов (например, в Комиже-на-Висе).
В битве понесли значительные потери солдаты 1-й Далматинской бригады: были убиты командир 2-го батальона Марк Лагатор, заместитель политрука Иван Пивац и заместитель командира батальона, капитан Миле Маркович.